# Echte Webspinnen
Die Echten Webspinnen (Araneomorphae) sind die artenreichste Unterordnung von Spinnentieren aus der Ordnung der Webspinnen. Ältere Bezeichnungen für die Araneomorphae, die auf bestimmte Eigenschaften der Gruppe Bezug nehmen, sind Labidognathae und Cribellatae.

## Merkmale
Die Echten Webspinnen sind kleine bis höchstens mittelgroße Spinnen. Sie sind ursprünglich netzbauend, allerdings existieren heute eine Reihe freijagender Familien. Das vordere mittlere Paar der Spinndrüsen ist ursprünglich zu einem Cribellum umgewandelt, mit dessen Hilfe eine leimfreie Fangwolle erzeugt werden kann, es kann aber auch zu einer hügelartigen Struktur (Colulus) oder vollständig reduziert sein. Die hinteren seitlichen Spinnwarzen sind nur ein- oder zweigliedrig.
Die Cheliceren der Araneomorphae sind im Gegensatz zu der nach vorne gerichteten Anordnung bei den Vogelspinnenartigen (orthognath) schräg oder senkrecht nach unten gerichtet (labidognath). Dadurch können sich die beiden Cheliceren gegeneinander bewegen, was ein effektiveres Greifen von Beute erlaubt. Mit wenigen Ausnahmen (z. B. Kugelspinnen, Krabbenspinnen) sind die Cheliceren am Rand der Chelicerengrube mit Chelicerenzähnen besetzt, die ein Zerdrücken oder Zerquetschen der Beute erlauben; dabei dient die Chelicerengrube als Widerlager.  Spinnen ohne Chelicerenzähne können ihre Beute lediglich aussaugen. Die Cheliceren werden als Mundwerkzeuge von den Coxae der Pedipalpen ergänzt. Diese sind zu breiten ovalen, mit Borsten besetzten Platten (Gnathocoxae oder Maxillae) umgewandelt, die den Cheliceren in der Bewegung folgen und so zusammen mit der Unterlippe (Labium) eine Begrenzung des Mundvorraums bilden. Bei den männlichen Tieren der höher entwickelten Formen (Entelegynae) ist die Spitze des Pedipalpus zudem zu einem Begattungsorgan (Embolus) erweitert, das passgenau zu dem äußeren weiblichen Geschlechtsorgan (Epigyne) ist.
Als Atmungsorgan ist bei allen Gattungen außer der ursprünglichen Hypochilus nur ein einzelnes Paar Fächerlungen vorhanden, die zweiten sind durch ein Paar Röhrentracheen ersetzt. Daneben kommt meist nur ein weiteres Paar Endapophysentracheen vor. Das Herz hat bei Hypochilus noch vier, bei den meisten Araneomorphae aber nur noch drei und bei den Zwergsechsaugenspinnen (Oonopidae) nur noch zwei Ostienpaare. Als Exkretionsorgan ist ein einzelnes Paar Coxaldrüsen vorhanden.

## Systematik der Echten Webspinnen

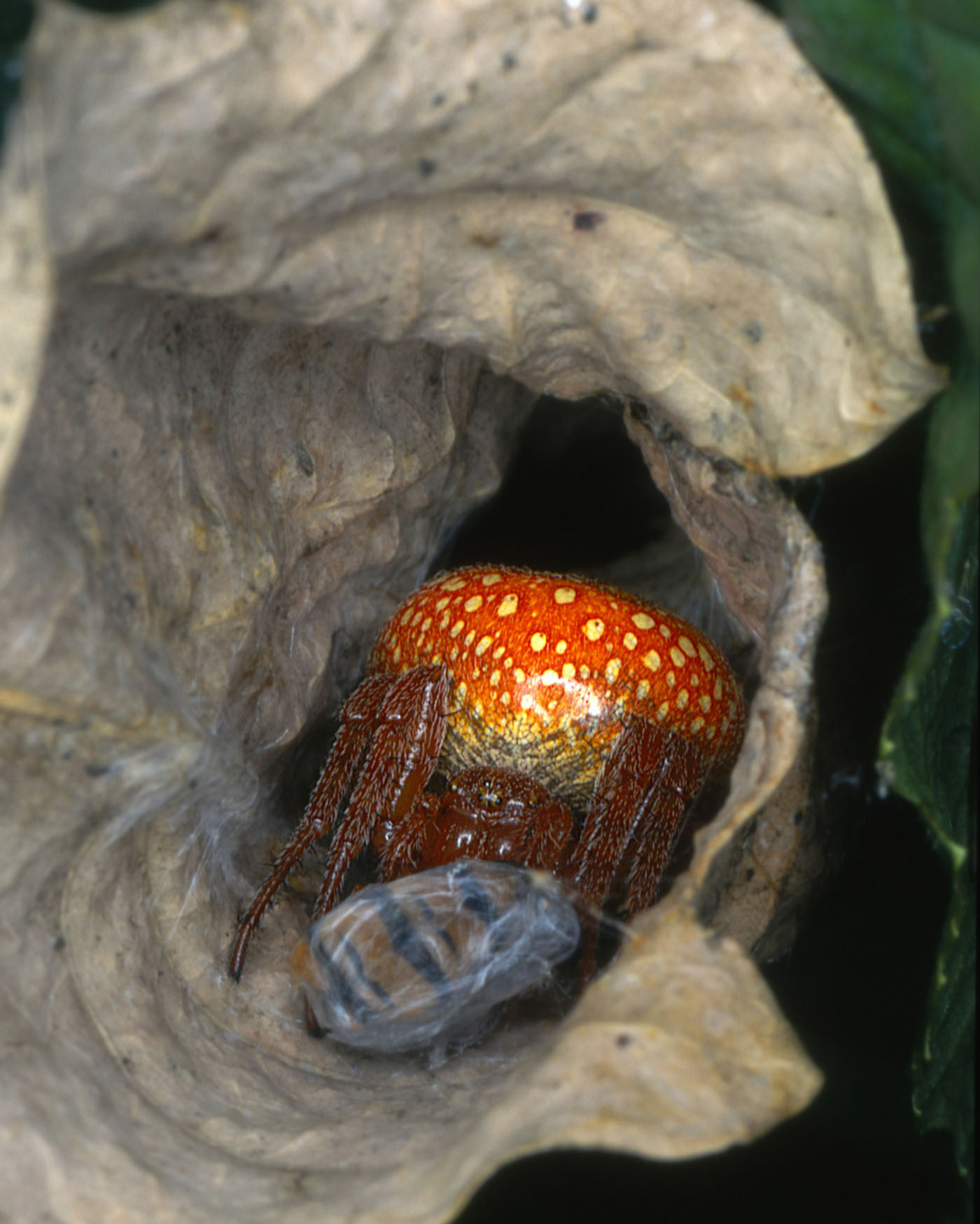
Sumpfkreuzspinne

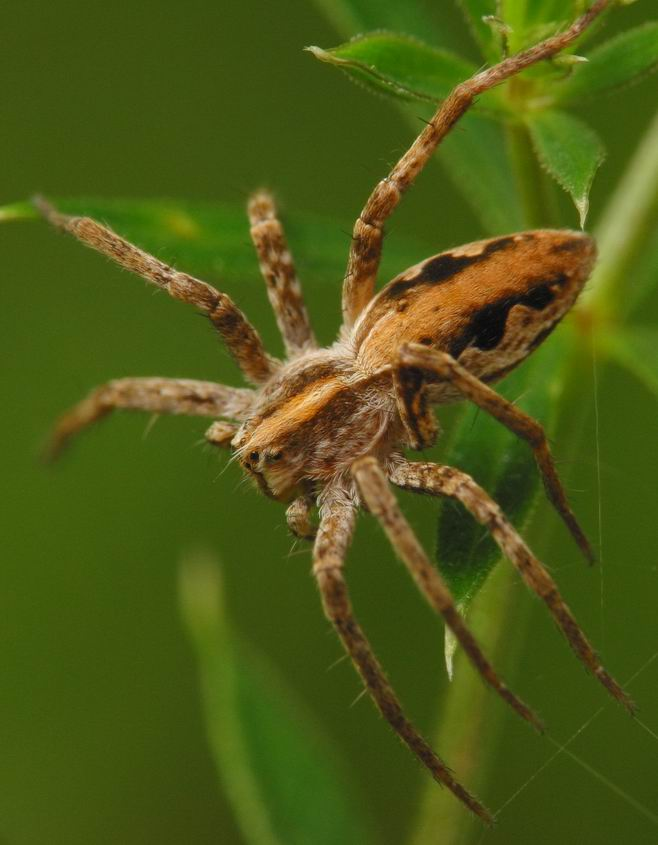
Raubspinne (Pisaura mirabilis)

### Äußere Systematik
Die Echten Webspinnen sind eine von drei Unterordnungen der Webspinnen (Araneae). Mit etwa 36.000 Arten machen sie etwa 90 % der bekannten Spinnenarten aus.
| Opisthothelae | \| \| Vogelspinnenartige (Mygalomorphae) \| \| \| \| \| \| Echte Webspinnen (Araneomorphae) \| \| \| \| |
|               | \| \| Vogelspinnenartige (Mygalomorphae) \| \| \| \| \| \| Echte Webspinnen (Araneomorphae) \| \| \| \| |
|               | Gliederspinnen (Mesothelae)                                                                             |
|               | |
|               | Vogelspinnenartige (Mygalomorphae)                                                                      |
|               | |
|               | Echte Webspinnen (Araneomorphae)                                                                        |
|               | |

|  | Vogelspinnenartige (Mygalomorphae) |
|  |                                    |
|  | Echte Webspinnen (Araneomorphae)   |
|  |                                    |

### Innere Systematik
Innerhalb der Echten Webspinnen können zwei Gruppen unterschieden werden:
- Die Palaeocribellatae sind die ursprünglichste Gruppe und besitzen noch orthognathe Cheliceren, aber Pedipalpen mit Gnathocoxae, zwei Buchlungen und ein Herz mit vier Ostien. Das Cribellum ist ein kurzer, stumpfer Kegel. Hierzu gehört nur die Familie der Hypochilidae.
- Die Neocribellatae umfassen die Überfamilie Austrochiloidea mit den beiden Familien Austrochilidae und Gradungulidae und diesen gegenüberstehend die Araneoclada, die sich wiederum in die Haplogynae und die durch eine Epigyne gekennzeichneten Entelegynae unterteilen lassen.

|  | Austrochilidae |
|  |                |
|  | Gradungulidae  |
|  |                |

|  | Haplogynae  |
|  |             |
|  | Entelegynae |
|  |             |

|  | Austrochilidae |
|  |                |
|  | Gradungulidae  |
|  |                |

|  | Haplogynae  |
|  |             |
|  | Entelegynae |
|  |             |

|  | Austrochilidae |
|  |                |
|  | Gradungulidae  |
|  |                |

|  | Haplogynae  |
|  |             |
|  | Entelegynae |
|  |             |

|  | Austrochilidae |
|  |                |
|  | Gradungulidae  |
|  |                |

|  | Haplogynae  |
|  |             |
|  | Entelegynae |
|  |             |